# Aegagropila linnaei
La especie de alga Aegagropila linnaei es un alga verde filamentosa de agua dulce que se presenta en tres formas de crecimiento: como césped, como penacho o como bola flotante. Aparece en lagos que se congelan en invierno en todo el hemisferio norte. Se conocen casos naturales en Austria, Islandia, Estonia, Ucrania y Japón.
La forma esférica de esta alga también se conoce como marimo o bola de algas. En esta forma es una popular planta de acuario.Sinónimos son Cladophora aegagropila, Conferva aegagropila Linné, Cladophora linnaei Kützing o Cladophora sauteri Nees.

## Nombres
La forma esférica de Aegagropila linnaei también se conoce como “bola de musgo”, “bola de algas” y “bola de masa marina”. En inglés se llama “Cladophora ball” o “lake ball”. En Japón se le llama “Marimo” ( japonés毬藻).
La planta recibió el nombre de Marimo del botánico japonés Kawakami Tatsuhiko (川上 龍彦) en 1898. Mari es una pelota de juguete que rebota. Mo es un término colectivo para las plantas que crecen en el agua. El nombre de los nativos ainu es torasampe (to = lago, rasampe = monstruo) o tokarip (kari = moverse en círculo, p = sufijo de objeto o karip = pelota).
En Islandia, los pescadores del lago Mývatn dieron a las bolas el nombre de kúluskítur (kúla = bola. skítur = cualquier tipo de alga que queda atrapada en las redes de pesca).

## Clasificación

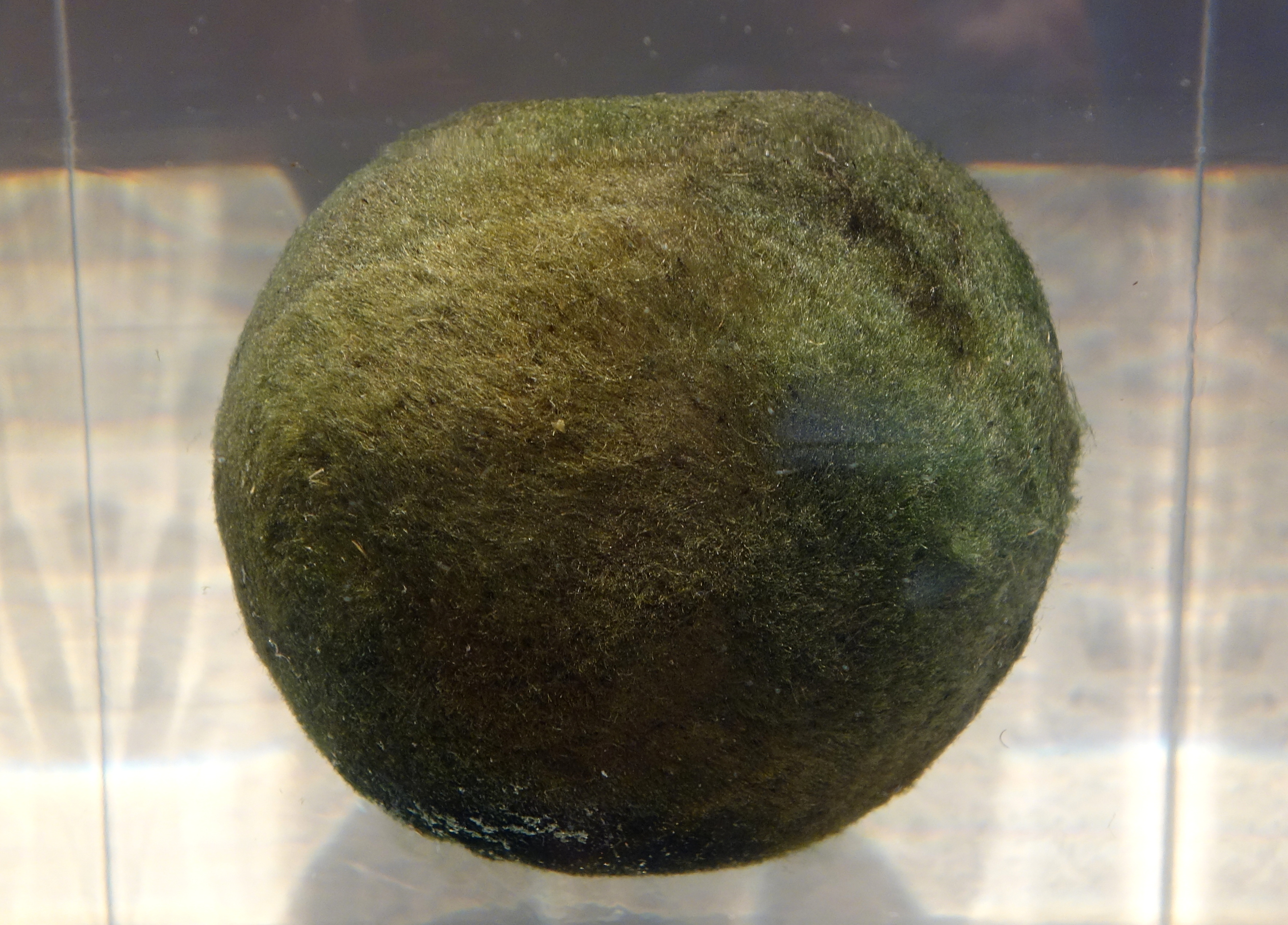
Bola marimo

Las bolas de algas fueron registradas por primera vez hacia 1820 por Anton Sauter en el Irrsee, en Austria. El género Aegagropila fue formado por F. T. Kützing (1843) con esta especie bajo el nombre de A. linnaei como especie principal, en referencia a su formación de agregaciones esféricas. Todas las especies fueron clasificadas por el mismo autor en 1849 en el subgénero Aegagropila del género Cladophora. Extensos análisis de ADN en 2002 llevaron a recuperar el antiguo nombre de Aegagropila linnaei. La presencia de quitina en las paredes celulares distingue este género de Cladophora.

## Formas de crecimiento

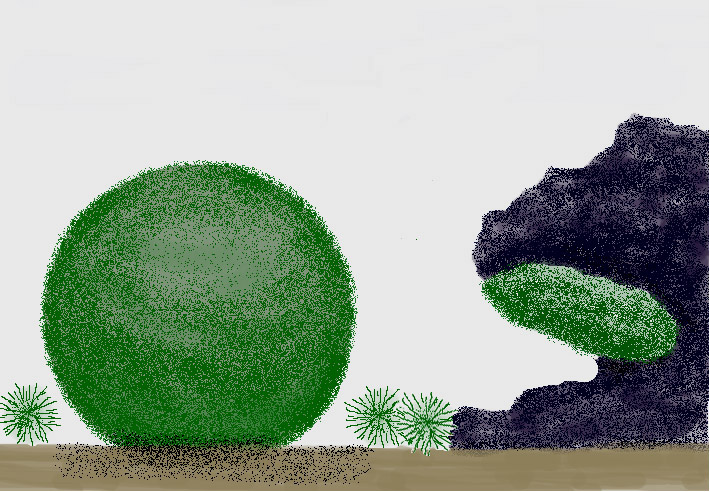
Dibujo de las tres formas de crecimiento: césped, mata y bola.

Hay tres formas de crecimiento de Aegagropila linnaei:
- como césped de hilos crecidos densamente sobre rocas
- como mechones de hilos entrelazados sobre guijarros y
- como ovillos de hilos entrelazados que flotan libremente en el agua.

Los céspedes y mechones de algas que crecen sobre la piedra también se conocen como epilíticos (del griego antiguo epi = sobre y lithos = piedra).
La forma esférica se crea cuando el viento y las olas levantan las algas epilíticas en un movimiento de balanceo. Éstas crecen entonces libremente a la deriva en el agua siguiendo un patrón radial en todas direcciones. Cuando el viento y las olas hacen rodar estas estructuras flotantes de un lado a otro, va surgiendo gradualmente una estructura uniformemente curvada en forma de bola.
Las esferas flotan en la superficie durante el día y se hunden hasta el fondo por la noche. El ascenso y el descenso están controlados por la fotosíntesis y el ritmo circadiano. La flotabilidad está causada por el oxígeno producido durante la fotosíntesis, que queda atrapado en la malla de los filamentos en forma de finas burbujas.

## Ecología

Dibujo de una colonia de marimo en el lago Mývatn

Las colonias de marimo del lago Akan, en Hokkaidō, y del lago Mývatn, en Islandia, se cuentan entre las comunidades vegetales más extrañas del planeta. Su existencia depende de la adaptación de las especies a la escasa luz, combinada con la interacción dinámica de las corrientes impulsadas por el viento, el curso de la luz, la hidromorfología del lago, el sustrato del fondo y la sedimentación.
El ritmo de crecimiento de la bola de algas depende de la luz y el aporte de nutrientes, por término medio es de unos 5 mm al año. En el lago Akan crecen especialmente grandes, hasta 20-30 cm. Hay densas colonias de esférulas de unos 12 cm que forman manchas bien definidas en el lecho del lago a profundidades de 2 a 2,5 metros. Las colonias se descubrieron en 1897 y desde entonces su tamaño ha disminuido considerablemente. La forma redonda del marimo se debe principalmente a las suaves olas o corrientes que ocasionalmente hacen girar las esferas.
La luz solar también provoca un aumento de la fotosíntesis y la formación de burbujas de oxígeno, de modo que los cojines de algas suben desde el fondo del agua hacia la superficie, al menos en el acuario. Al anochecer, vuelven a hundirse lentamente en el sustrato. Se pueden crear bolas que floten libremente en el agua insertando pequeños flotadores de plástico, con lo que las bolas pueden mantenerse en la superficie y en el fondo según la hora del día.
Las bolas de algas son verdes por todas partes, de modo que la fotosíntesis tiene lugar independientemente de la posición de las bolas. El interior de la bola también es verde y contiene cloroplastos en estado latente, que se activan en cuestión de horas cuando la bola se rompe.
Las olas también las limpian de detritos. Como algunas colonias tienen 2 o incluso 3 capas de bolas superpuestas, las olas son necesarias para mezclarlas de modo que cada bola llegue regularmente a la luz. La forma esférica tiene la menor superficie en relación con el volumen, lo que no es óptimo para que las plantas hagan la fotosíntesis. Esto limita el tamaño posible de las bolas. La reproducción natural de las bolas apenas se ha investigado. Podrían crecer a partir de mechones de algas que crecen en las rocas de la zona litoral o de bolas rotas (como en el caso del lago Akan o en la cría en acuarios).

## Protección

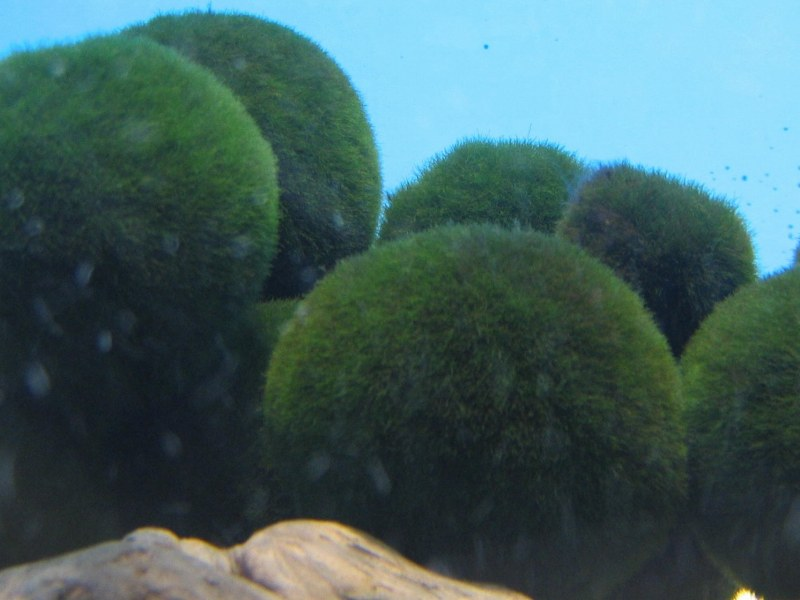
Algas marinas

La rápida disminución de la población de Mývatn es un problema particular. Por razones desconocidas, algunas de las principales colonias han desaparecido en los últimos años.
En el lago Akan se hacen grandes esfuerzos para preservar las bolas de algas. Esto incluye el Festival Marimo, de tres días de duración, en el que los ainu desempeñan un papel importante. Debido a su atractiva forma, las bolas también sirven como ayuda visual para la educación y la formación en comportamientos respetuosos con el medio ambiente. Tienen cierto parecido con la tierra, ya que son verdes y redondas y tienen que girar para recibir la luz por todos lados. En Japón, el marimo es una especie protegida y ha sido declarado uno de los tesoros naturales del país. Las pequeñas bolas, que se venden como recuerdo, se enrollan a mano a partir de los hilos que flotan libremente. Al comprador se le dice que la planta hará realidad un deseo si se cuida adecuadamente. Tanto Mývatn como el lago Akan están protegidos, el primero como reserva natural y el segundo como parque nacional.

## Uso en acuarios

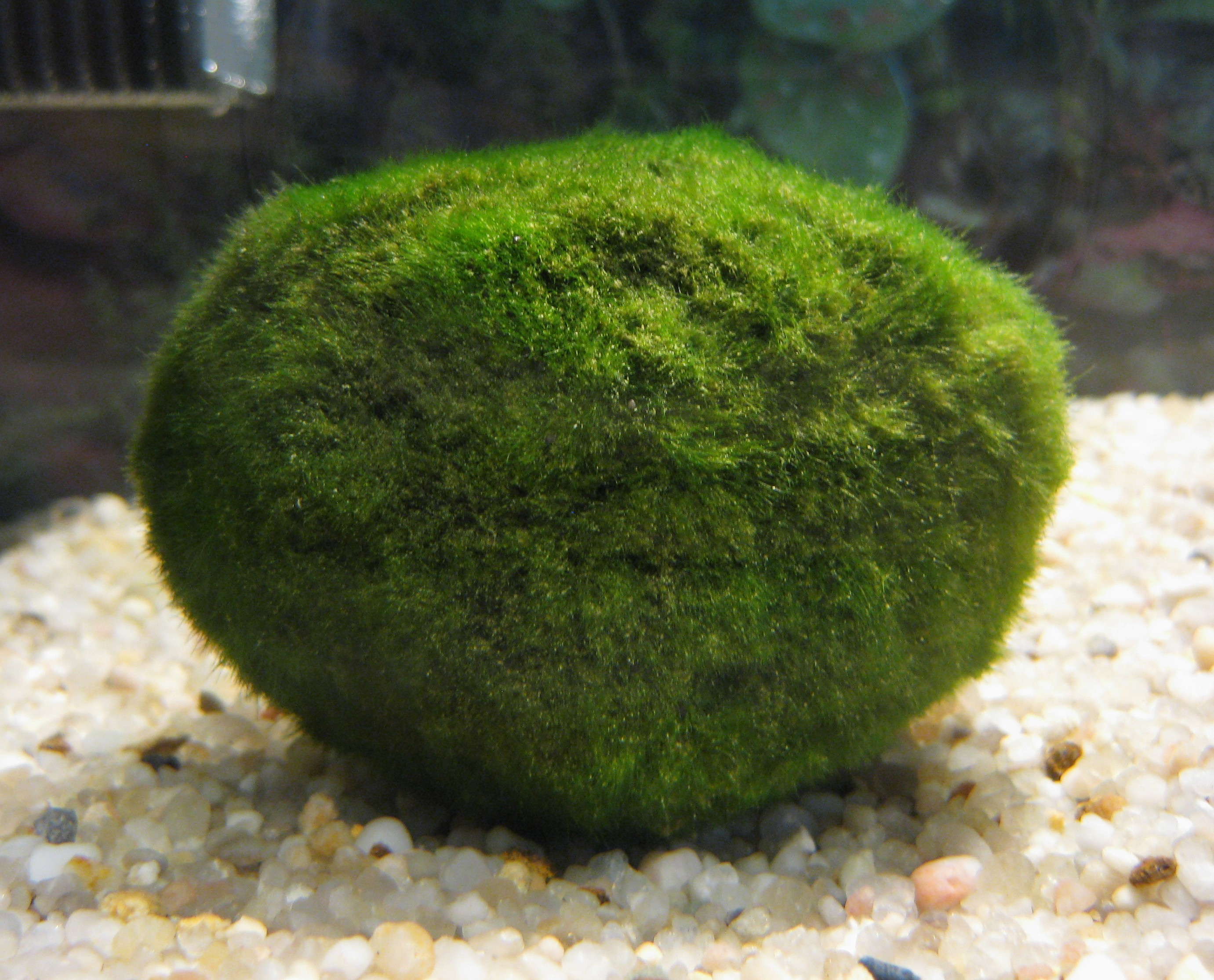
Bola de marimo en el acuario.

Las primeras importaciones a Europa Occidental tuvieron lugar en los años setenta, para volver a desaparecer prácticamente después. Desde hace algunos años, las bolas de algas están cada vez más disponibles en las tiendas de animales de Europa Central. La demanda también puede deberse al aumento de la cría de gambas de agua dulce, que coincide con la introducción. Prefieren pastar en las esferas. Sin embargo, la bibliografía sobre estas plantas sigue siendo escasa.
En general, las bolas de algas prosperan en acuarios de agua fría durante varios años. Su crecimiento es muy lento y sólo alcanza unos milímetros al año. En acuarios tropicales, donde las temperaturas superan constantemente los 27 grados, algunos acuaristas afirman que la planta "se deshace".
Las bolas de algas no requieren una iluminación especial. Sin embargo, es ventajoso que se giren de vez en cuando o que puedan rodar libremente por el fondo. Son sensibles a la acumulación de mantillo y detritos. Los valores de pH entre 7 y 7,5 parecen ser los más convenientes.
A veces se recomiendan en las tiendas de animales como remedio eficaz contra la contaminación por nitritos y nitratos. Sin embargo, la planta en sí no hace más por reducir estas sustancias en el agua que otras plantas. Sin embargo, es ciertamente ventajoso que las bacterias puedan colonizar los finos pelos de las algas y reducir estas sustancias en el agua. Sin embargo, abastecer un acuario con estos cojines de algas no sustituye ni el filtrado del agua ni el cambio parcial de la misma.
Debido a su sensibilidad a la acumulación de mantillo y detritos, no deben mantenerse junto con peces que habiten en el fondo. Los siluros pueden utilizar las bolas para desovar. Para los criadores de gambas pequeñas, como la gamba del río Yamato, Japón, (Caridina multidentata), las bolas de algas son una alternativa al musgo de Java, que suele proliferar en el acuario y cubrir otras plantas. Buscan detritos en los finos pelos de las algas con la misma intensidad que en el musgo de Java.
A la mayoría de los habitantes del acuario no les gusta el sabor de las algas. Por lo tanto, también se puede utilizar como vegetación en los acuarios de tortugas sin que éstas se la coman.

## Recepción cultural

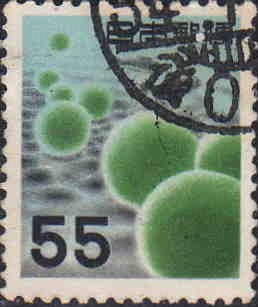
Sello de marimo japonés

- La oficina de correos japonesa emitió un sello de 55 yenes con el motivo Marimo en 1956.
- El asteroide (4494) Marimo lleva el nombre de las algas.
- Kuromarimo (marimo negro) es el nombre de un personaje de la serie manga One Piece . Allí también le es dado como un apodo al personaje de pelo verde Roronoa Zoro.
- En un episodio de la serie de anime Sailor Moon, aparece un monstruo llamado Akan, que lleva el nombre del lago Akan en Japón, donde crece el marimo, y lo usa como arma contra sus oponentes.